# Francesco Casanova
Francesco Giuseppe Casanova (* 1. Juni 1727 (bzw. unter diesem Datum getauft) in London; † 8. Juli 1803 in Vorderbrühl) war ein italienischer Schlachtenmaler des 18. Jahrhunderts. Er war ein Bruder des Schriftstellers und Abenteurers Giacomo Casanova und des Malers Giovanni Casanova.

## Leben

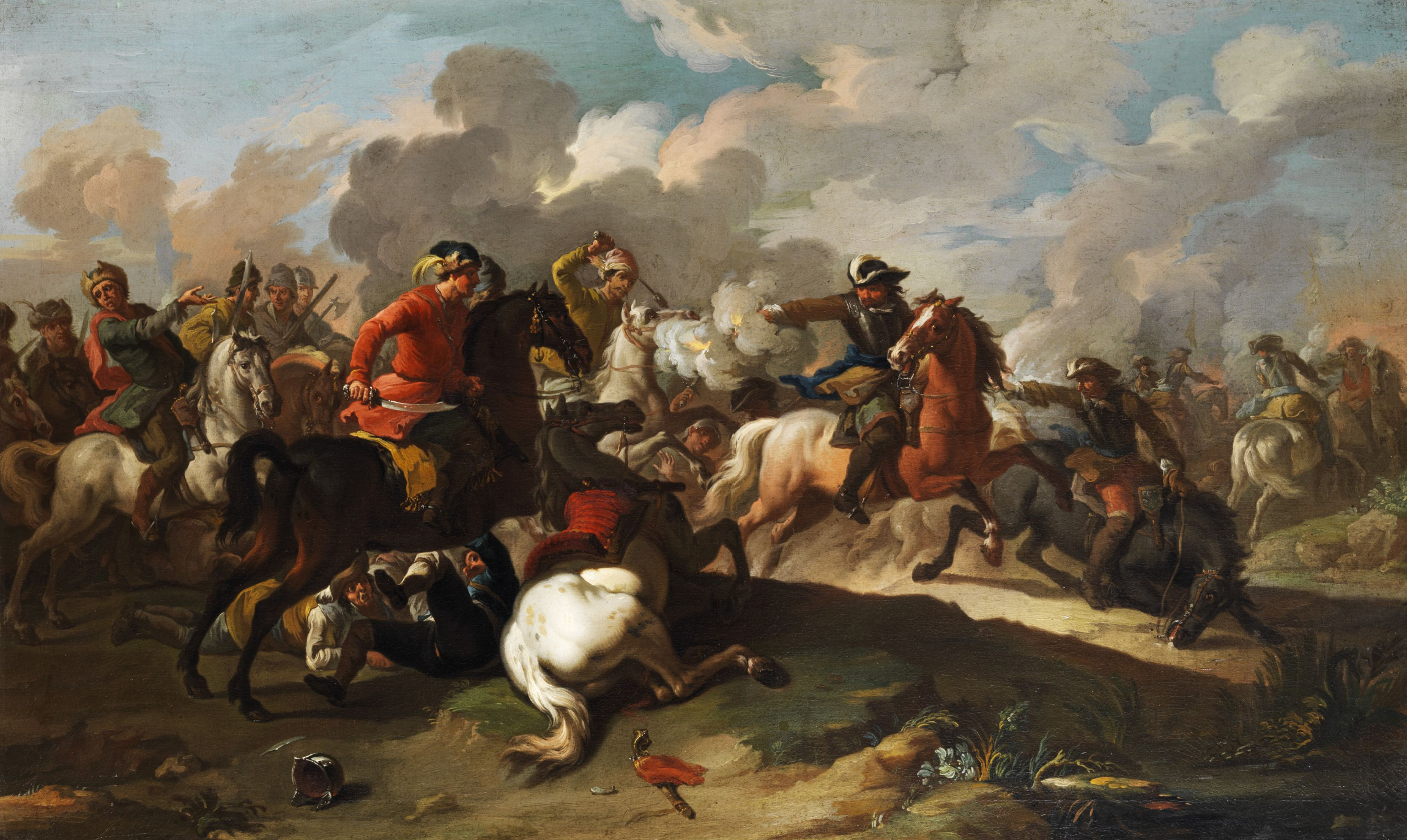
Reiterschlacht zwischen christlichem und türkischem Heer von Francesco Casanova

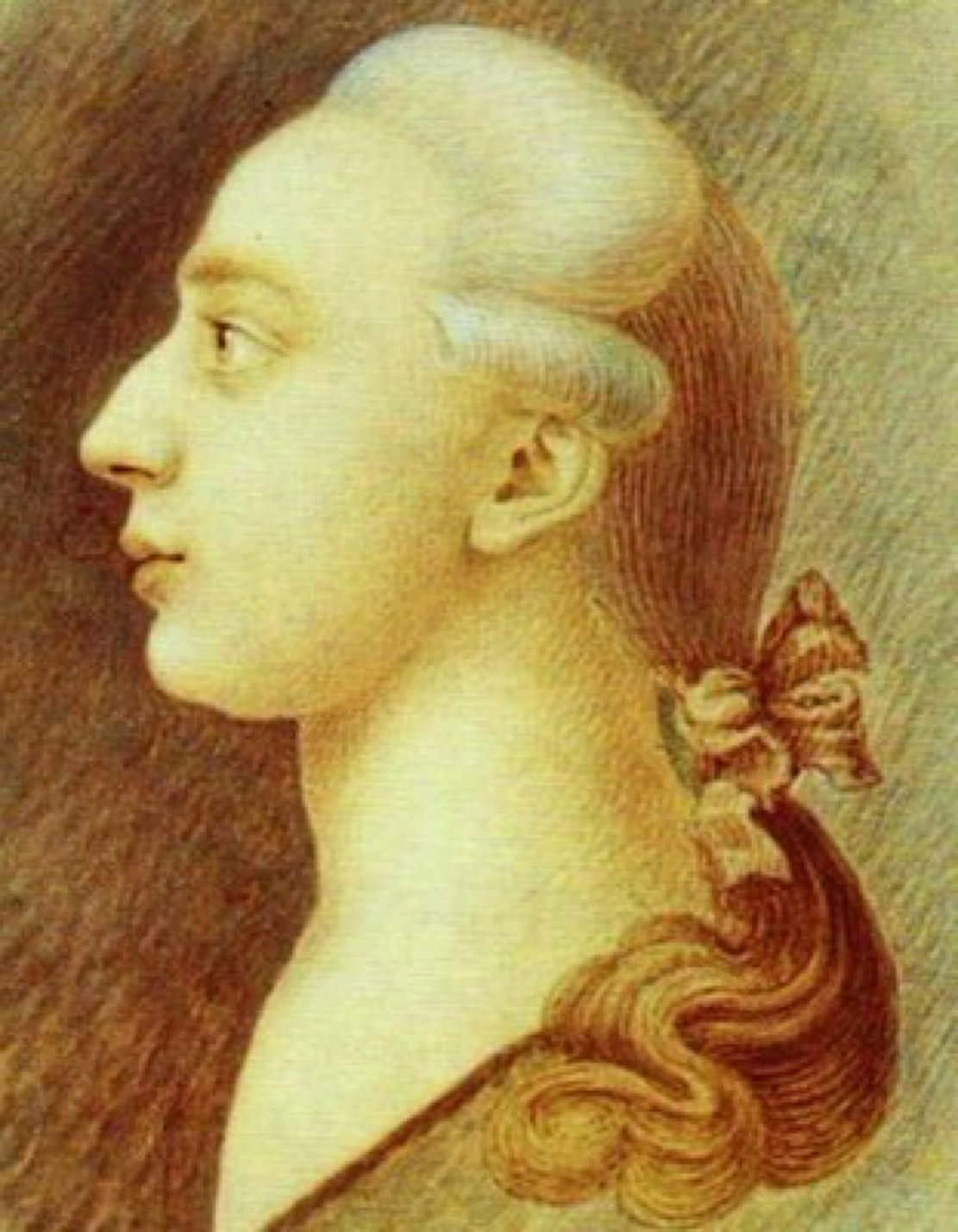
Francesco Casanova: Porträt seines Bruders Giacomo in seinem dritten Lebensjahrzehnt (zwischen 1750 und 1755)

Nachdem sein Vater, der Schauspieler Gaetano Giuseppe Giacomo Casanova, die Mutter Giovanna („Zanetta“) Maria Farussi entführt und gegen den Willen ihrer Eltern geheiratet hatte, wurde zunächst im Jahre 1725 der ältere Bruder Giacomo geboren. Einige Zeit später nahm Gaetano Casanova seine Frau „Zanetta“ mit nach London, wo diese ebenfalls Schauspielerin wurde. Es wird gemutmaßt, dass Francesco einer Liebschaft mit dem damaligen Fürsten von Wales, dem späteren Georg II. entstammt.
Francesco wuchs in Venedig auf, wo er Schüler von Francesco Guardi war. Später studierte er bei Francesco Simonini in Parma. 1751 ging er mit seinem Bruder Giacomo nach Paris, das er vermutlich wieder im Sommer 1753 verließ, um sich in der Dresdner Galerie durch Kopien Philips Wouwermans fortzubilden. Vorbild seiner Schlachtenmalerei war jedoch in erster Linie Jacques Courtois.
1757 kehrte Casanova nach Paris zurück und wurde am 28. Mai 1763 Mitglied der Akademie, die auch eines seiner Werke für 12.000 Francs erwarb. Er unterrichtete mehrere Schüler, unter ihnen Philipp Jakob Loutherbourg der Jüngere. Casanova war ein guter Kolorist, hatte aber Schwächen in Zeichnung und Komposition, so dass er auf seinen Schlachtengemälden mit viel verhüllendem Pulverdunst arbeitete. Dennoch hatte er viele prominente Käufer, unter anderem malte er für Katharina II. mehrere Schlachtenbilder wie etwa „Die Erstürmung der Festung Oczakow“. Außerdem malte er Seestücke und Landschaften und betätigte sich auf dem Bereich der Radierung. 
Trotz seines Erfolges und zweier Ehen mit umfangreicher Mitgift brachte ihm sein kostspieliger Lebensstil hohe Schulden ein, so dass ihm sein Bruder Giacomo mehrfach aushelfen musste. Mit diesem ging er 1783 nach Wien und ließ sich dort nieder. Auch hier lebte er auf großem Fuß, hatte auf der Wieden im Kaisergarten Nr. 51 eine Wohnung mit fünf Zimmern, drei Pferde, sechs Wagen und ein Landhaus in Vorderbrühl bei Mödling.
Er wurde von Graf Kaunitz protegiert und pflegte in dessen Haus als eine Art „maître des plaisirs“ die anderen Gäste zu unterhalten. Nach dem Tod des Grafen wurde er wieder durch seine alten Gläubiger bedrängt und musste 1803 Konkurs anmelden. Er verstarb am 8. Juli entkräftet in seinem Landhaus.
Mit seinem Bruder Giacomo verband ihn zeitlebens ein relativ gutes, von gegenseitiger Hochachtung geprägtes Verhältnis, ganz im Unterschied zu den Beziehungen zwischen Giacomo und Giovanni, dem jüngeren Bruder. Francesco unterhielt mit Giacomo zwischen Wien und Dux einen lebhaften Briefwechsel, von dem ein Teil in Dux erhalten ist.
Gestorben ist er in der Vorderbrühl, begraben wurde er in der Hinterbrühl als Franz Casanova.

## Werke (Auswahl)
- Das Feldlager, um 1760/70. Bayerische Staatsgemäldesammlung, Schloss Schleißheim
- Prinz Karl Heinrich von Nassau-Siegen erlegt einen Puma, 1787, Rouen, Musée des Beaux-Arts.
- Nächtlicher Raubüberfall, um 1770, Rennes, Musée des Beaux-Arts
- Einsturz einer Brücke, um 1770, Rennes, Musée des Beaux-Arts
- Die Schlacht von Lens, 1771, Paris, Musée du Louvre
- Reitergefecht, Wien, Belvedere[3]